# Il falegname di Livonia (Donizetti)
Pietro il Grande Kzar delle Russie, o sia Il falegname di Livonia, conosciuta anche come Il falegname di Livonia, è un melodramma burlesco in due atti, musicato da Gaetano Donizetti su libretto del marchese Gherardo Bevilacqua-Aldobrandini, e rappresentato per la prima volta al Teatro San Samuele di Venezia il 26 dicembre 1819.

## Storia
L'aneddoto del giovane zar Pietro I il Grande, recatosi in Europa in incognito e impiegatosi come semplice manovale in un cantiere navale ha avuto una grande fortuna nel mondo dell'opera. Oltre a quanto si espone più sotto in relazione all'Italia, l'episodiò, sia pure variamente ambientato in Livonia o nei Paesi Bassi, ispirò infatti Grétry (Pierre le Grand, 1790), Albert Lortzing Zar und Zimmermann (1837) e Meyerbeer (L'étoile du Nord, 1854)
Il libretto del marchese Bevilacqua-Aldobrandini era basato su una commedia in tre atti e in prosa di Alexandre Duval, Le menuisier de Livonie, ou les Illustres voyageurs, andata in scena a Parigi il 9 marzo 1805. Essa aveva già fornito lo spunto a Felice Romani per un libretto dallo stesso titolo (ovviamente in italiano), messo in musica con grande successo, alcuni mesi prima, da Giovanni Pacini (Milano, 12 aprile 1819), e dal quale Bevilacqua-Aldobrandini attinse. Lo stesso soggetto, nelle mani del librettista Bartolomeo Merelli, fornì la trama per un'opera di Nicola Vaccaj (1824). Qui, il falegname non è lo zar, ma un fratello della zarina, ma l'opera gioca sul viaggio in incognito della coppia di sovrani. Anche lo stesso Donizetti avrebbe di nuovo intonato, qualche anno dopo, le vicende di Pietro il Grande, questa volta ambientate nei Paesi Bassi, ne Il borgomastro di Saardam (1827). 
L'opera era stata commissionata al giovane Donizetti, che si era fatto conoscere nel 1818 a Venezia con il relativo successo della sua prima opera rappresentata, Enrico di Borgogna, dalla direzione del Teatro San Samuele, che stava attraversando un periodo poco felice. Fu composta parte a Bergamo, città natale del compositore, parte a Venezia. La prima rappresentazione, che ebbe luogo il 26 dicembre 1819 per l'apertura della stagione del carnevale 1819-1820, incontrò un tiepido successo. Ciò non impedì che l'opera venisse ripresa all'apertura della stagione del carnevale 1823-1824 (il 16 dicembre) al Teatro Comunale di Bologna, città da cui proveniva il librettista, e poi in vari altri teatri italiani: Verona (1825), Bologna (1826), Padova (1826), Venezia, Teatro San Benedetto (1827), Spoleto (1829).
Cadde in seguito nell'obio e fu recuperata solo il 27 maggio 2003 per la riapertura del Teatro dell'Opera di San Pietroburgo, quindi nel 2004 nel corso del Festival della Valle d'Itria nella corte d'onore del Palazzo ducale di Martina Franca e nel 2019 in apertura della quinta edizione del Donizetti Festival al Teatro Sociale di Bergamo, diretta da Rinaldo Alessandrini.

## Cast
| Ruolo                                                     | Voce           | Interpreti della prima (26 dicembre 1819) |
| --------------------------------------------------------- | -------------- | ----------------------------------------- |
| Pietro il grande, Kzar delle Russie                       | basso-cantante | Vincenzo Botticelli                       |
| Caterina, Imperatrice sua consorte                        | soprano        | Adelaide Raffi                            |
| Carlo Scavronski, falegname                               | tenore         | Giovanni Battista Verger                  |
| Madama Fritz, locandiera                                  | soprano        | Caterina Amati                            |
| Annetta Mazepa, orfanella                                 | soprano        | Angela Bertozzi                           |
| Ser Cuccupis, magistrato                                  | basso buffo    | Luigi Martinelli                          |
| Firman-Trombest, usuraio                                  | basso          | Giuseppe Guglielmini                      |
| Hondediski, capitano moscovita                            | tenore         | Gaetano Rambaldi                          |
| Villici, sindaci, corrieri, seguito dello zar, sterlizzi. |                |                                           |

## Trama
La vicenda si svolge in una ricca e popolosa città della Livonia.

### Atto I
Veduta della città e in particolare del palazzo del giudice, all'alba.

A destra sortono vari rustici con archi e frecce disponendosi per la caccia, predominante gusto di quegli abitanti. A sinistra vari soldati russi con Hondediski. Carlo sta lavorando al suo banco da falegname. Dippoi: in ultimo Firman dalla strada.
Un giovane falegname di nome Carlo ama Annetta, giovane orfanella amica di Madama Fritz, proprietaria di un albergo nella provincia della Livonia. Egli litiga con un usuraio, Firman-Trombest, per una collana che ella ha dato in pegno. Vengono interrotti dall'arrivo di due stranieri dall'aspetto molto importante, che in seguito si riveleranno essere lo zar Pietro il Grande e la sua consorte, l'imperatrice Caterina, che sono alla ricerca di un fratello della zarina, originaria della Livonia, scomparso da anni.
Pietro interroga Carlo sulla sua famiglia, ma le risposte del giovane non sono soddisfacenti e fra i due scoppia un litigio, tanto che Pietro lo minaccia. Il magistrato della città, Ser Cuccupis, personaggio pomposo e ridicolo, litiga anche con lui con Pietro e minaccia di denunciarlo allo zar. Pietro si fa allora passare per un grande ufficiale del sovrano, Menchikov, il che contribuisce a rabbonire il magistrato, che mette Carlo in prigione.
Madama Fritz mostra una vecchia lettera trovata addosso a Carlo quand'egli fu trovato bambino, che rivela che il giovane è figlio di Carlo Scavronski, gentiluomo della Livonia morto al servizio della Svezia, e che aveva una sorella che tutti credono essere morta durante il saccheggio di Magdeburgo. All'udire ciò, Caterina perde i sensi, fra lo stupore generale.

### Atto II
Appartamento del magistrato. La notte è avanzata.
Madama Fritz si presenta dal magistrato e cerca di ottenere il rilascio di Carlo, ma senza successo. Ma lo zar, convinto ormai che si tratti del fratello della zarina, interviene: Carlo viene liberato, e presenta Annetta ai suoi benefattori, di cui ancora ignora l'identità, avvertendoli però che lo zar non dovrà mai trovarla, poiché ella è la figlia del suo nemico Ivan Mazeppa. Saputo però che costui è morto, lo zar perdona Annetta. A questo punto il capitano delle guardie rivela l'identità di Pietro al magistrato; quest'ultimo cerca allora di rientrare nelle grazie del sovrano per ottenere una promozione, ma Pietro lo respinge, lo priva delle sue cariche e ne confisca i beni per ripagare Carlo e Annetta delle sofferenze subite. Carlo, riconosciuto dalla sorella, viene reso nobile dal cognato e autorizzato a sposare Annetta. Il popolo acclama a gran voce la coppia imperiale per la sua generosità.

## Struttura dell'opera
- Sinfonia

### Atto I
- N. 1 - Introduzione Al bosco? Alla bottiglia - O voci dell'amore... - Cara vezzosa immagine - È l'interesse al mondo - Alla caccia! (Coro, Capitano, Carlo, Annetta, Firman)
- N. 2 - Cavatina Quale ardir! Qual brando ignudo! (Madama Fritz)
- N. 3 - Coro e Sortita Genti, olà! - Con lusinghiero vanto (Madama Fritz, Annetta, Pietro, Caterina)
- N. 4 - Duetto Se il mio ben, se Annetta mia (Madama Fritz, Carlo)
- N. 5 - Coro e Cavatina Bolle in sen di questo albergo - Chi mi cerca? chi mi turba (Madama Fritz, Annetta, Magistrato)
- N. 6 - Duetto Ser Decuppis siete voi? - Qual gel per ogni vena (Pietro, Magistrato)
- N. 7 - Cavatina È riposta o caro oggetto (Annetta)
- N. 8 - Finale I Agli integerrimi di Baldo, e Bartolo (Coro, Magistrato, Pietro, Caterina, Notaio, Carlo, Annetta, Fritz)

### Atto II
- N. 9 - Duetto Gentilissimo togato! (Madama Fritz, Magistrato)
- N. 10 - Scena ed Aria Sorella! Tu...che faccio? - Il dolce nome e tenero (Carlo, Coro)
- N. 11 - Sestetto Oh qual colpo, oh ciel, qual fremito (Pietro, Annetta, Carlo, Fritz, Caterina, Magistrato)
- N. 12 - Aria Pace una volta, e calma (Caterina)
- N. 13 - Coro Al stridor bellico
- N. 14 - Aria In questo estremo amplesso (Madama Fritz, Coro)
- N. 15 - Finale II Al stridor bellico - Dopo soffio di nemba e procella (Coro, Magistrato, Carlo, Fritz, Caterina, Annetta, Pietro)

## Analisi
L'influenza di Rossini è evidente nella partitura, definita da William Ashbrook "un maldestro miscuglio di ingenuità ed elementi rossiniani insufficientemente assimilati". In certi passaggi, Donizetti ricerca un effetto comico facendo un pastiche dello stile di Rossini, come nell'aria di Madama Fritz nell'atto I Qual ardir! qual brondo ignudo!. Altrove, si tratta di imitazione pura e semplice, come nel sestetto dell'Atto II Ah, quel colpo!, che riprende fin dalle prime note il terzetto dell'Atto II de Il barbiere di Siviglia di Rossini. Allo stesso modo, la parte di Pietro, carica di abbellimenti in contrasto con la relativa semplicità degli altri ruoli, ricorda Rossini, così come il personaggio del magistrato fa pensare al Don Magnifico della Cenerentola.
La personalità di Donizetti si intravede tuttavia nel larghetto malinconico di Annetta Veder l'amato oggetto (Atto I, scena 12), nel duetto tra Pietro e il magistrato Ser Cuccuppis siete voi? (Atto I, scena 9), in cui Tom Kaufman ritrova tracce del celebre Cheti cheti del Don Pasquale, e nell'aria di Carlo Il dolce nome, e tenero (Atto II, scena 6).

Dal punto di vista letterario, il librettista Gherardo Bevilacqua Aldobrandini inserì alcune citazioni dei più celebri librettisti d'opera settecenteschi: Metastasio (Madama Fritz consola Carlo citando l'aria Sempre è maggior del vero dall'Attilio Regolo, mentre il Coro nel Finale Primo canta una parodia de Siam navi all'onde algenti proveniente da L'Olimpiade) e Lorenzo Da Ponte (il testo della cabaletta del Magistrato Se tutti i codici dovessi volgere è tratto da Le nozze di Figaro, mentre Caterina, scoperta l'identità del fratello, prima di svenire canta Ah, che del sole il raggio richiamando la quasi analoga situazione del Finale Primo di Così fan tutte).

## Discografia
| Anno | Cast (Pietro, Madama Fritz, Magistrato, Carlo, Annetta, Caterina)                                       | Direttore        | Etichetta |
| ---- | --- | ---------------- | --------- |
| 2004 | Vito Priante, Rosa Anna Peraino, Giulio Mastrototaro, Alessandro Codeluppi, Rosa Sorice, Eufemia Tufano | Marco Berdondini | Dynamic   |

## Videografia
| Anno | Cast (Pietro, Madama Fritz, Magistrato, Carlo, Annetta, Caterina)                                               | Direttore            | Etichetta |
| ---- | --- | -------------------- | --------- |
| 2019 | Roberto De Candia, Paola Gardina, Marco Filippo Romano, Francisco Brito, Nina Solodovnikova, Loriana Castellano | Rinaldo Alessandrini | Dynamic   |